# Hrabstwo Caldwell (Missouri)
Hrabstwo Caldwell (ang. Caldwell County) – hrabstwo w stanie Missouri w Stanach Zjednoczonych. Obszar całkowity hrabstwa obejmuje powierzchnię 429,72 mil² (1113 km²). Według danych z 2010 r. hrabstwo miało 9424 mieszkańców. Hrabstwo powstało w 1836 roku i nosi imię Johna Caldwella - drugiego porucznika gubernatora Kentucky.

## Sąsiednie hrabstwa
- Hrabstwo Daviess (północ)
- Hrabstwo Livingston (wschód)
- Hrabstwo Carroll (południowy wschód)
- Hrabstwo Ray (południe)
- Hrabstwo Clinton (zachód)
- Hrabstwo DeKalb (północny zachód)

## Miasta
- Braymer
- Breckenridge
- Cowgill
- Hamilton
- Kidder
- Kingston
- Polo